# Ohryzek Járy Cimrmana

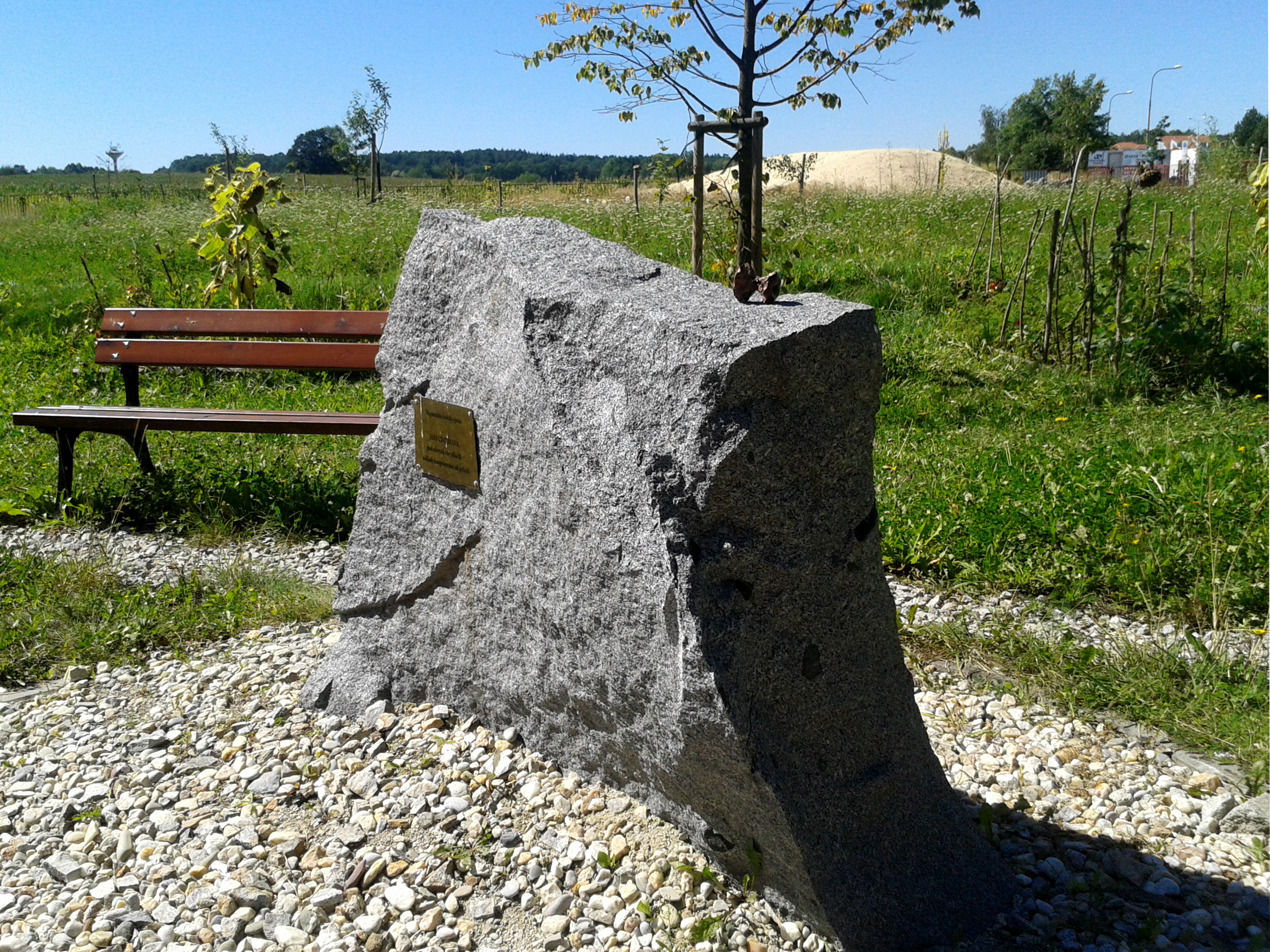
Památník na zahradě PřF JU

Ohryzek Járy Cimrmana je památník Járy Cimrmana umístěný na zahradě Přírodovědecké fakulty Jihočeské univerzity v Českých Budějovicích.

## Popis
Dílo je tvořeno bronzovým odlitkem ohryzku jablka na žulovém podstavci. Jeho autor Michal Trpák se inspiroval skutečným zbytkem okousaného jablka a hlavní součást skulptury zhotovil ve skutečné velikosti.
Idea díla se prý váže k okamžiku, kdy Jára Cimrman na daném místě dojedl jablko a jeho ohryzek odložil na kámen, zatímco líčil výhody ekologického kompostování. Pak na něj snad zapomněl, a proto je zbytek jablka oproti běžným zvyklostem poměrně velký. Alternativně se uvádí, že ohryzek Jára Cimrman demonstrativně zahodil, z praktických důvodů se však autor při realizaci držel první představy.[zdroj?] Mistr tímto činem údajně položil základy ekologického kompostování, a na témže místě pak později vznikla Přírodovědecká fakulta.
Na podstavci je proto připevněn nápis „Na památku českého génia Járy Cimrmana, jenž ohryzek zde zanechal a základy kompostování tak položil.“

## Historie
Za vznikem recesistického díla stojí Zdeno Gardian a Pavla Staňková, výzkumní pracovníci Přírodovědecké fakulty JU. Podařilo se jim získat svolení Zdeňka Svěráka a Davida Smoljaka a zhotovení památníku dojednali se sochařem Michalem Trpákem. Po neúspěšném jednání s českými slévárnami byl odlitek ohryzku zhotoven v Německu a na místo určení přepraven poštou.
Památník byl slavnostně odhalen dne 17. listopadu 2014 před startem pochodu na Kleť, který fakulta každoročně pořádá. Památník je volně přístupný veřejnosti stejně jako celá zahrada.

## Ostružiník
V zahradě se nachází ještě jedna živá připomínka geniálního umělce, a to v podobě zde vysazeného endemitního ostružiníku (o. Járy Cimrmana, Rubus jarae-cimrmanii M. Lepší, P. Lepší, Trávn. et Žíla), který popsali jihočeští botanici, bratři Martin a Petr Lepší ve spolupráci s Bobem Trávníčkem a Vojtěchem Žílou. Druh je uveden v Červené knize květeny jižní části Čech.

## Kompost
U příležitosti odhalení památníku se připomnělo obnovení místního kompostu, který zanikl v roce 2011 při stavbě nové budovy C, a byl znovuzaložen v roce 2013. O údržbu fakultního kompostu se stará studentský spolek Na Hnízdě.[zdroj⁠?!]